# 松平信明 (吉井藩主)
松平 信明（まつだいら のぶあきら）は、江戸時代中期の大名。上野吉井藩第4代藩主。鷹司松平家6代。
2代藩主・松平信友の次男。先代藩主・松平信有の養子となる。明和3年（1766年）4月1日、将軍徳川家治に拝謁する。明和5年12月18日（1769年1月27日）、従四位下・大炊頭に叙任する。後に左兵衛督に改める。明和8年12月4日（1772年1月8日）、養父信有の隠居により家督を継いだ。同年12月18日、侍従に任官する。しかし4年後の安永4年（1775年）9月19日に27歳で死去した。

## 系譜
父母
- 松平信友（実父）
- 松平信有（養父）

正室
- 春洞院 - 松平容頌の養女、松平容章の娘

子女
- 松平信充（次男）

養子
- 松平信成 - 松平信有の次男